# Československá hokejová liga 1958/1959
16. ročník československé hokejové ligy 1958/59 se hrál pod názvem I. liga.

## Herní systém
12 účastníků hrálo v jedné skupině dvoukolově systémem každý s každým. Poslední dvě mužstva TJ Slavoj České Budějovice a TJ Spartak GZ Královo Pole sestoupila.

## Pořadí
| Poř. | Tým                        | Zápasy | Výhry | Remízy | Porážky | Skóre  | Body |
| ---- | -------------------------- | ------ | ----- | ------ | ------- | ------ | ---- |
| 1.   | TJ SONP Kladno             | 22     | 14    | 3      | 5       | 97:68  | 31   |
| 2.   | TJ Spartak Plzeň LZ        | 22     | 13    | 1      | 8       | 109:81 | 27   |
| 3.   | Rudá hvězda Brno           | 22     | 11    | 5      | 6       | 95:67  | 27   |
| 4.   | TJ Spartak Praha Sokolovo  | 22     | 10    | 5      | 7       | 93:77  | 25   |
| 5.   | TJ Dynamo Pardubice        | 22     | 10    | 5      | 7       | 90:77  | 25   |
| 6.   | TJ VŽKG Ostrava            | 22     | 10    | 4      | 8       | 79:74  | 24   |
| 7.   | ASD Dukla Jihlava          | 22     | 10    | 3      | 9       | 100:84 | 23   |
| 8.   | TJ Slovan ÚNV Bratislava   | 22     | 9     | 4      | 9       | 80:75  | 22   |
| 9.   | TJ VTŽ Chomutov            | 22     | 8     | 5      | 9       | 72:87  | 21   |
| 10.  | TJ Spartak ZJŠ Brno        | 22     | 7     | 3      | 12      | 50:78  | 17   |
| 11.  | TJ Slavoj České Budějovice | 22     | 4     | 3      | 15      | 50:97  | 11   |
| 12.  | TJ Spartak GZ Královo Pole | 22     | 4     | 3      | 15      | 62:112 | 11   |

## Nejlepší střelci
- Vladimír Zábrodský (TJ Spartak Praha Sokolovo) - 23 gólů
- Jaroslav Volf (TJ SONP Kladno) - 18 gólů
- Miloslav Charouzd (TJ Spartak Praha Sokolovo) - 17 gólů
- Bronislav Danda (Rudá hvězda Brno) - 16 gólů
- Zdeněk Haber (TJ Spartak Plzeň LZ) - 16 gólů
- Jaroslav Jiřík (TJ SONP Kladno) - 16 gólů
- Jiří Pokorný (TJ Dynamo Pardubice) - 16 gólů
- Otakar Mareš (TJ Dynamo Pardubice) - 15 gólů
- Václav Pantůček (Rudá hvězda Brno) - 15 gólů
- František Schwach (TJ Spartak Plzeň LZ) - 15 gólů
- Ján Starší (TJ Slovan ÚNV Bratislava) - 15 gólů

## Soupisky mužstev

### Rudá hvězda Brno
Vladimír Nadrchal (17/3,35),
Karel Ševčík (5/1,60),
Zdeněk Trávníček (1/2,00) –
Jan Kasper (20/3/6/-),
František Mašlaň (22/5/3/-),
Ladislav Olejník (21/1/3/-),
Rudolf Potsch (17/2//-),
Milan Richter (9/0/0/0) –
Slavomír Bartoň (22/13/4/-),
Vlastimil Bubník (-/-/-/-),
Josef Černý (22/13/4/-),
Bronislav Danda (22/16/14/-),
Zdeněk Návrat (12/2/0/-),
Václav Pantůček (21/15/7/-),
Jaroslav Pavlů (12/0/0/0),
Rudolf Scheuer (22/12/12/-),
Karel Skopal (11/1/2/-),
Karel Šůna (22/3/4/-),
František Vaněk (22/8/16/-),
Ivo Winkler (-/-/-/-) –
trenér Eduard Farda

## Kvalifikace o 1. ligu
Vítězové obou skupin 2. ligy – TJ Jiskra SZ Litvínov a TJ Slezan Opava postoupili do nejvyšší soutěže.

## Zajímavosti
- Mistr TJ SONP Kladno odehrál všechna utkání na pražské Štvanici, neboť domácí zimní stadión prošel během sezóny rekonstrukcí.
- Před sezónou vyhlásil hokejový svaz, že trenér mistrovského mužstva bude i trenérem reprezentace a mistrovské mužstvo bude základem týmu. Nikdy v historii nebylo již podobné rozhodnutí zopakováno.
- Výsledky, které spolurozhodovaly o vítězi: TJ SONP Kladno porazily obhájce titulu RH Brno doma vysoko 9:1. RH Brno prohrála i s později sestupujícím Spartakem Královo Pole 1:2.
- V jednom ligovém utkání padlo celkem 16 gólů: ASD Dukla Jihlava - RH Brno 9:7.

## LIteratura
- Karel GUT, Václav PACINA - Malá encyklopedie ledního hokeje, Olympia Praha, 1986